# Communauté de communes du Cœur de l'Avesnois
La communauté de communes du Cœur de l'Avesnois (CCCA ou 3CA) est une communauté de communes française, située dans le département du Nord et la région Hauts-de-France.

## Historique
La communauté de communes est créée le 30 mai 2013 par la fusion de trois anciennes intercommununalités : la Communauté de communes du Pays d'Avesnes comprenant 16 communes, la Communauté de communes rurales des Deux Helpes composée de 12 communes et la Communauté de communes des vallées de la Solre, de la Thure et de l'Helpe constituée de 16 communes (17 si on comprend la commune de Quiévelon qui a rejoint l'Agglomération Maubeuge Val de Sambre lors de la fusion des intercommunalités).
Lors de sa création, la structure compte donc 44 communes regroupant 31 206 habitants.
Le 1er janvier 2017, la commune de Noyelles-sur-Sambre quitte la communauté de communes pour rejoindre la communauté d'agglomération Maubeuge Val de Sambre.

## Le territoire communautaire

### Composition
En 2021, la communauté de communes est composée des 43 communes suivantes :

| Nom                       | Code Insee | Gentilé         | Superficie (km2) | Population (dernière pop. légale) | Densité (hab./km2) |
| ------------------------- | ---------- | --------------- | ---------------- | --------------------------------- | ------------------ |
| Avesnes-sur-Helpe (siège) | 59036      | Avesnois        | 2,31             | 4 088 (2022)                      | 1 770              |
| Avesnelles                | 59035      | Avesnellois     | 12,71            | 2 254 (2022)                      | 177                |
| Bas-Lieu                  | 59050      | Baslieusards    | 7,62             | 344 (2022)                        | 45                 |
| Beaurepaire-sur-Sambre    | 59061      | Beaurepairois   | 7,86             | 277 (2022)                        | 35                 |
| Beaurieux                 | 59062      | Beaurivains     | 7,39             | 167 (2022)                        | 23                 |
| Bérelles                  | 59066      | Bérellois       | 5,78             | 162 (2022)                        | 28                 |
| Beugnies                  | 59078      | Beugnisiens     | 8,92             | 608 (2022)                        | 68                 |
| Boulogne-sur-Helpe        | 59093      | Boulonnais      | 8,7              | 294 (2022)                        | 34                 |
| Cartignies                | 59134      | Castriciniens   | 26,41            | 1 234 (2022)                      | 47                 |
| Choisies                  | 59147      | Choisiens       | 2,51             | 44 (2022)                         | 18                 |
| Clairfayts                | 59148      | Clarofagiens    | 7,53             | 361 (2022)                        | 48                 |
| Damousies                 | 59169      | Damouséens      | 5                | 205 (2022)                        | 41                 |
| Dimechaux                 | 59174      | Dimecellois     | 4,85             | 327 (2022)                        | 67                 |
| Dimont                    | 59175      | Dimontois       | 7,49             | 296 (2022)                        | 40                 |
| Dompierre-sur-Helpe       | 59177      | Dompierrois     | 13,2             | 837 (2022)                        | 63                 |
| Dourlers                  | 59181      | Dourlésiens     | 8,74             | 537 (2022)                        | 61                 |
| Eccles                    | 59186      | Ecclois         | 3,54             | 92 (2022)                         | 26                 |
| Étrœungt                  | 59218      | Courbeteux      | 25,1             | 1 255 (2022)                      | 50                 |
| Felleries                 | 59226      | Fleurisiens     | 19,49            | 1 459 (2022)                      | 75                 |
| Flaumont-Waudrechies      | 59233      | Flaumontois     | 5,7              | 345 (2022)                        | 61                 |
| Floursies                 | 59240      | Floursiciens    | 4,65             | 127 (2022)                        | 27                 |
| Floyon                    | 59241      | Floyonnais      | 17,47            | 508 (2022)                        | 29                 |
| Grand-Fayt                | 59270      | Fagusiens       | 8,8              | 471 (2022)                        | 54                 |
| Haut-Lieu                 | 59290      | Hautlieusards   | 9                | 374 (2022)                        | 42                 |
| Hestrud                   | 59306      | Hestrudiens     | 6,09             | 299 (2022)                        | 49                 |
| Larouillies               | 59333      | Larouillois     | 5,4              | 239 (2022)                        | 44                 |
| Lez-Fontaine              | 59342      | Lezfontainois   | 4,51             | 232 (2022)                        | 51                 |
| Liessies                  | 59347      | Laetitiens      | 17,6             | 529 (2022)                        | 30                 |
| Marbaix                   | 59374      | Marbaisiens     | 6,62             | 468 (2022)                        | 71                 |
| Petit-Fayt                | 59461      | Fagusiens       | 8,16             | 286 (2022)                        | 35                 |
| Prisches                  | 59474      | Prischois       | 23,11            | 1 046 (2022)                      | 45                 |
| Rainsars                  | 59490      | Rainsarsois     | 6,16             | 194 (2022)                        | 31                 |
| Ramousies                 | 59493      | Ramousiens      | 9,6              | 224 (2022)                        | 23                 |
| Sains-du-Nord             | 59525      | Sainsois        | 16,03            | 2 766 (2022)                      | 173                |
| Saint-Aubin               | 59529      | Saint-Aubinois  | 10,12            | 338 (2022)                        | 33                 |
| Saint-Hilaire-sur-Helpe   | 59534      | Saint-Hilairois | 15,41            | 767 (2022)                        | 50                 |
| Sars-Poteries             | 59555      | Sarséens        | 7,88             | 1 411 (2022)                      | 179                |
| Sémeries                  | 59562      | Sémerisiens     | 13,46            | 527 (2022)                        | 39                 |
| Semousies                 | 59563      | Semousiens      | 3,08             | 229 (2022)                        | 74                 |
| Solre-le-Château          | 59572      | Solréziens      | 13,76            | 1 790 (2022)                      | 130                |
| Solrinnes                 | 59573      | Solrinnois      | 5,42             | 143 (2022)                        | 26                 |
| Taisnières-en-Thiérache   | 59583      | Taisniérois     | 8,5              | 476 (2022)                        | 56                 |
| Wattignies-la-Victoire    | 59649      | Wattegniens     | 6,31             | 240 (2022)                        | 38                 |

### Démographie
| 1968   | 1975   | 1982   | 1990   | 1999   | 2008   | 2013   | 2018   |
| ------ | ------ | ------ | ------ | ------ | ------ | ------ | ------ |
| 35 529 | 34 767 | 33 859 | 31 665 | 30 925 | 30 880 | 30 773 | 29 788 |

## Administration

### Siège
Le siège de la communauté de communes est à Avesnes-sur-Helpe, 36 rue Cambrésienne

### Élus
La communauté de communes est administrée par son conseil communautaire, composé pour la mandature 2020-2026 de 69  conseillers municipaux représentant chacune des 43  communes membres, répartis de la manière suivante en fonction de leur population : 
- 9 délégués pour Avesnes-sur-Helpe ;

- 6 délégués pour Sains du Nord ;

- 5 délégués pour Avesnelles ; 

- 3 délégués pour Felleries, Sars-Poteries et Solre-le-Château ;

- 2 délégués pour Cartignies, Etroeungt et Prisches   ;

- 1 délégué ou son suppléant pour les autres communes.
Au terme des élections municipales de 2020 dans le Nord, le conseil communautaire renouvelé a élu le 17 juillet 2020 son nouveau président, Nicolas Dosen, maire de Saint-Hilaire-sur-Helpe, et ses 14 vice-présidents, qui sont : 
1. Patrick Dehen, maire de Solre-le-Château, chargé de l'iInsertion, de l'emploi, de la formation et de la cohésion territoriale ;
2. Christian Castel, conseiller municipal d'Avesnes-sur-Helpe, chargé de la santé et de la prévention ;
3. Claude CONNART
4. M. Claude Connart, maire de Taisnières-en-Thiérache, chargé des ressources humaines, patrimoine et technique
5. Jérôme Beugnies, maire de Semousies, chargé des finances ;
6. Freddy Théry, maire de Dourlers, chargé de l'urbanisme et de l'aménagement territorial ;
7. Wilfrid Salmon, maire de Larouillies, chargé du développement économique et numérique ;
8. Guy Erphelin, maire de de Clairfayts, chargé de l'attractivité du territoire, tourisme et mobilité ;
9. Sabine Cafaupé Soumier, maire de Cartignies, chargée des services aux familles (enfance-jeunesse, parentalité, intergénération) ;
10. Brice Amand, maire de Ramousies, chargé des relations extra communautaires, du Parc Naturel Régional et du développement durable ;
11. Jean-Claude Fovet, maire de Prisches, chargé de la valorisation  des déchets, collecte, ressourcerie
12. Vincent Justice, maire d'Etroeungt, chargé du sport, des infrastructures sportives et de l'éducation ;
13. Pascal Noyon, maire de Felleries, chargé de la culture, de l'événementiel et de la  politique de soutien aux associations
14. Ghislain François, maire de Bas-Lieu, chargé de l'agriculture et du bocage ;
15. Christine Basquin, maire de Sains-du-Nord, chargée de l'habitat et des grands projets ;

### Liste des présidents
| Période      | Période      | Identité      | Étiquette                | Qualité |
| ------------ | ------------ | ------------- | ------------------------ | --- |
| 2013         | juillet 2020 | Alain Poyart  | Union pour le Nord (UDI) | Maire d'Avesnes-sur-Helpe de 1995 à 2014, Conseiller général du Canton d'Avesnes-sur-Helpe-Nord de 1985 à 2015, Ancien député de 1993 à 1997 et sénateur en 2017 Réélu pour le mandat 2014-2020 |
| juillet 2020 | En cours     | Nicolas Dosen |                          | Maire de Saint-Hilaire-sur-Helpe depuis 2014 |

### Compétences
L'intercommunalité exerce des compétences qui lui ont été transférées par les communes membres, dans les conditions déterminées par le code général des collectivités territoriales. Il s'agit de : 
- Aménagement de l’espace : schéma de cohérence territoriale (SCoT) et schéma de secteur,  plan local d’urbanisme (PLU), Document d'urbanisme en tenant lieu et carte communale, Plan de déplacement urbain ; règlement local de publicité, Zones d’aménagement concerté à vocation d’activité économique, soutien et développement de l’offre de santé ;
- développement économique : zones d'activité, politique locale du commerce et soutien aux activités commerciales (Foire aux Mouches), promotion du tourisme, dont la création d'offices du tourisme, filière agricole, aide à la création et à la transmission d'entreprises, économie sociale et solidaire, soutien aux structures d’enseignement professionnel et/ou par alternance, réaménagement des friches pour y implanter des activités économiques ;
- Gestion des milieux aquatiques et prévention des inondations (GEMAPI) ;
- Gens du voyage : aires d’accueil et terrains familiaux locatifs ;
- Collecte et traitement des déchets ménagers et assimilés ;
- Protection et mise en valeur de l’environnement : plan climat-air-énergie territorial (PCAET), actions d’aménagement rural (éléments constitutifs du bocage), soutien à l’efficacité énergétique des bâtiments, énergies renouvelables ;
- Politique du logement et du cadre de vie : plan local de l’habitat (PLH), résorption de la vacance, logement social, actions en faveur du logement des personnes défavorisées ;
- Voirie de desserte interne de la zone d’activités économiques du Poncheau, à Avesnelles ;
- Équipements culturels et sportifs et équipements de l’enseignement préélémentaire et élémentaire ;
- Action sociale d’intérêt communautaire ;
- Enfance et jeunesse ;
- Assainissement ;
- Eau ;
- Réseaux et services locaux de communications électroniques ;
- Dépenses du Service départemental d'incendie et de secours ;
- Mise en œuvre des obligations des communes adhérentes concernant la garde des animaux errants.

### Régime fiscal et budget
La communauté de communes est un établissement public de coopération intercommunale à fiscalité propre.
Afin de financer l'exercice de ses compétences, l'intercommunalité perçoit la fiscalité professionnelle unique (FPU) – qui a succédé à la taxe professionnelle unique (TPU) – et assure une péréquation de ressources entre les communes résidentielles et celles dotées de zones d'activité.
Elle perçoit également une bonification de la dotation globale de fonctionnement (DGF)
Elle ne reverse pas de dotation de solidarité communautaire (DSC) à ses communes membres.

## Projets et réalisations
Conformément aux dispositions légales, une communauté de communes a pour objet d'associer des « communes au sein d'un espace de solidarité, en vue de l'élaboration d'un projet commun de développement et d'aménagement de l'espace ».